# Tinto Cão

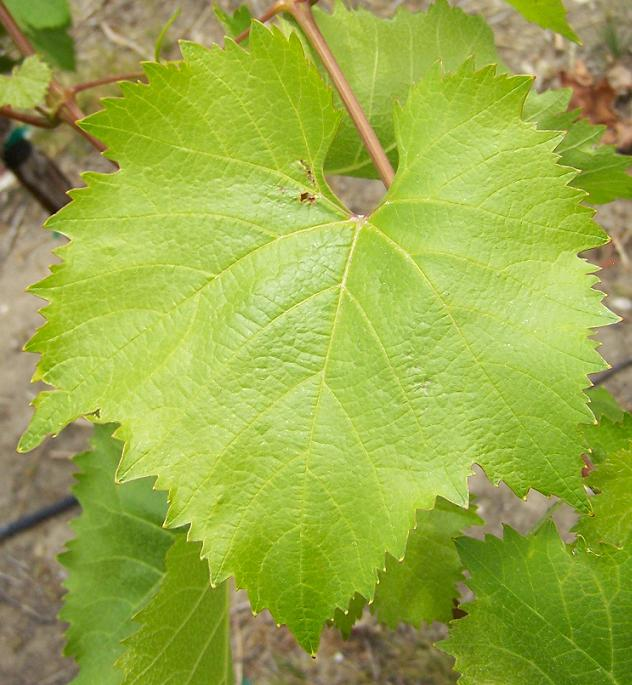
Das Blatt der Rebsorte Tinto Cão

Tinto Cão (der Name bedeutet „Roter Hund“, die Bedeutung ist allerdings unbekannt) ist eine autochthone Rotweinsorte aus Portugal und wird zum Beispiel in den Bereichen Dão und Douro kultiviert.

## Herkunft, Abstammung
Ist eine autochthone Rotweinsorte aus Portugal und wurde erstmals Mitte des 17. Jahrhunderts in der portugiesischen Literatur erwähnt. Eine DNA-Analyse zeigte eine nähere Verwandtschaft zu den portugiesischen Rebsorten Tinta Francisca und ‘Viosinho’.
Harold Olmo kreuzte in Davis die ‘Tinto Cão’ mit der Sorte ‘Alicante Ganzin’ zur erfolgreichen Neuzüchtung ‘Rubired’.

## Verbreitung
Ihr Anbau ist in den Regionen Trás-os-Montes, Beira Litora und Beira Interior empfohlen und in den Regionen Douro, Minho, Ribatejo und Oeste zugelassen. In den 1990er Jahren wurde eine bestockte Rebfläche von 1059 ha erhoben. Die weltweite Anbaufläche 2010 betrug 369 ha. An der University of California in Davis gibt es Versuchspflanzungen und in Kalifornien gibt es kleinere Flächen (ca. 20 ha). Kleinstbestände sind in der Schweiz erhoben worden (0,0393 Hektar, Stand November 2015).

## Ampelografische Merkmale
- Die Triebspitze ist starkwollig behaart, weißlich grün mit rötlichem Anflug.
- Das Blatt ist groß, drei bis fünflappig, fünfeckig mit breitgezogenen Mittellappen. Die Stielbucht ist V-förmig mit sich berührenden Blättern. Die Blattunterseite ist schwachwollig behaart und der Blattrand ist gesägt.
- Die Traube ist klein bis mittelgroß, pyramidenförmig und stark geschultert mit kompakt angeordneten kleinen, runden, schwarzblau gefärbten, stark bedufteten Beeren. Sie besitzen eine dicke Beerenhaut. Beeren erreichen eine hohe Zuckerkonzentration bei der Reife.[1]

Reife: spät

## Eigenschaften
Die Sorte ist starkwüchsig und treibt spät aus. Ist gut widerstandsfähig gegen Botrytisbefall und blütefest.

## Wein
Die spätreifende Sorte erbringt einen Wein mit dunkelroter Farbe, welcher sehr körperreich und alkoholbetont ist.
Sie ist eine der Produktion des Portweins zugelassenen Sorten. Mit ‘Tinta Barroca, Touriga Francesca, Touriga Nacional, Tinta Roriz (= Tempranillo) und Tinta Amarela ist sie eine der 6 wichtigsten Sorten dieses bekannten Rotweins.

## Synonyme
Castellana Negra, Farmento, Farnento, Teinta Cam, Tinta Cam, Tinta Cao, Tinto Cam.